# Хоструп, Йенс Кристиан
Йенс Кристиан Хоструп (дат. Jens Christian Hostrup; 1818—1892) — датский поэт, драматург и священник.

## Биография
Йенс Кристиан Хоструп родился 20 мая 1818 года в городе Копенгагене в семье музыкантов; отец его умер, когда мальчику было лишь 12 лет.

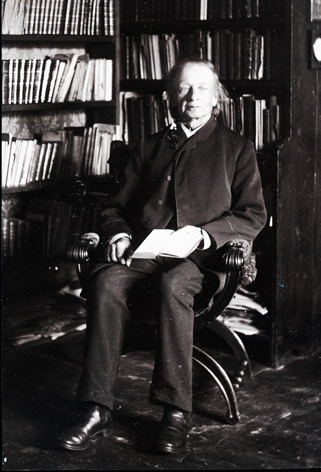
Й. К. Хоструп

Ещё будучи студентом он написал ряд студенческих песен, полных юношеской свежести, жизнерадостности и добродушия (издано в 1852 году под общим заглавием «Viser oz Vers»). В колледже он познакомился со многими известными датскими писателями того времени, в частности, с Адамом Готлобом Эленшлегером и всячески старался перенять их литературный опыт.
В первой своей комедии-водевиле «Gjenboerne» опубликованной в 1848 году Й. К. Хоструп также изобразил студенческий мир с его молодецкой удалью и идеализмом.
В последующих драматических произведениях, из которых особенно выдаются «Eventyr poa Fodreisen» и «Mester og Lorling», автор затрагивает уже и другие слои общества. Он касался острых социальных тем, потому нередко использовал псевдоним  Jens Kristrup (Christrup).
В конце XIX — начале XX века датско-русский литературный деятель П. Г. Ганзен, на страницах «Энциклопедического словаря Брокгауза и Ефрона», написал следующий отзыв о творчестве драматурга: «Главные достоинства произведений Г. — их жизненная правдивость, реальность и здоровый свежий юмор».
В 1855 году Хоструп принял сан священника и четверть века ничего не писал для театральной сцены. Комедии написанные им после этого долгого промежутка времени, уже не нашли такой популярности, как предыдущие работы писателя.
Йенс Кристиан Хоструп умер 21 ноября 1892 года в Хиллерёде.